# Romanian Top 100
Romanian Top 100 är Rumäniens nationella airplay-baserade singellista. Den uppdateras varje vecka, och har funnits sedan 1996. Den räknas som en officiell lista av europeiska Billboard-avdelningen, Music & Media.
Den artist med flest ettor är Madonna, där åtta av nio låtar toppar. Det exacta antalet är okänt, då den officiella webbplatsen bara har listor från 2002. Från 2002 har 108 singlar toppat, längst "Say It Right" av Nelly Furtado, i tolv veckor. 
Sedan oktober 2009 presenteras listan på Kiss FM, varje söndagseftermiddag och Media Forests webbplats. TV-programmet Kiss presenteerar listan med en veckas försening, och presenterar gör VJ Andreea Berghea. 

## Rekord

### Artister med flest listettor
1. 8 - Madonna;
2. 6 - Kylie Minogue
3. 5 - Enrique Iglesias, Shakira
4. 4 - Morandi, Black Eyed Peas och Fergie +;
5. 3 - Voltaj, 3SE, Pussycat Dolls, Rihanna, Lady Gaga

+ En soloetta och tre med gruppen.

### Artister med flest antal veckor på förstaplatsen
1. Voltaj — 21 veckor (lika)
2. Shakira — 21 veckor (lika)
3. Black Eyed Peas — 20 veckor
4. Morandi — 19 veckor (lika)
5. Madonna — 19 veckor (lika)
6. Activ — 17 veckor
7. Kylie Minogue — 15 veckor
8. Akcent — 14 veckor
9. Nelly Furtado — 13 veckor
10. Lady Gaga — 12 veckor
11. Las Ketchup — 11 veckor
12. Enrique Iglesias — 10 veckor

### Flest antal veckor på listan
1. Pink - Please Don't Leave Me (52 veckor)
2. Gloria Estefan - Hoy (50 veckor)
3. Nelly Furtado - Say It Right (44 veckor)

### Flest listettor på ett år
2003
- O-Zone ("Despre Tine", "Dragostea din Tei")

2004
- Kylie Minogue ("Slow", "Red Blooded Woman")
- Black Eyed Peas ("Where Is the Love?", "Shut Up")

2006
- Madonna ("Hung Up", "Sorry")
- Morandi ("Falling Asleep", "A La Lujeba")

2007
- Akon (Smack That, "Don't Matter")
- Enrique Iglesias ("Do You Know?", "Tired of Being Sorry")

2008
- Madonna ("4 Minutes to Save the World", "Give It 2 Me")

2010
- Black Eyed Peas ("I Gotta Feeling", "Meet Me Halfway")
- Lady Gaga ("Bad Romance", "Alejandro")

### Singlar med flest antal veckor på förstaplatsen
| Position | Titel                   | Artist          | Veckor på #1 | Årtal     |
| -------- | ----------------------- | --------------- | ------------ | --------- |
| 1        | "Say It Right"          | Nelly Furtado   | 12 veckor    | 2007      |
| 2        | "Shut Up"               | Black Eyed Peas | 10 veckor    | 2003      |
| 2        | "Cry Cry"               | Oceana          | 10 veckor    | 2009      |
| 3        | "The Ketchup Song"      | Las Ketchup     | 9 veckor     | 2002      |
| 3        | "Doar cu tine"          | Activ           | 9 veckor     | 2004      |
| 3        | "Beijo"                 | Morandi         | 9 veckor     | 2005      |
| 3        | "Hung Up"               | Madonna         | 9 veckor     | 2005      |
| 3        | "Crazy Loop (Mm-Ma-Ma)" | Crazy Loop      | 9 veckor     | 2007/2008 |
| 4        | "Hot n Cold"            | Katy Perry      | 8 veckor     | 2009      |
| 4        | "Şi Ce"                 | Voltaj          | 8 veckor     | 2004      |
| 4        | "Visez"                 | Activ           | 8 veckor     | 2005      |
| 5        | "I Gotta Feeling"       | Black Eyed Peas | 8 veckor     | 2009/2010 |
| 5        | "Luna mi-a zâmbit"      | Class           | 7 veckor     | 2003      |
| 5        | "Povestea oricui"       | Voltaj          | 7 veckor     | 2005      |
| 5        | "Jokero"                | Akcent          | 7 veckor     | 2006      |
| 5        | "Hips Don't Lie"        | Shakira         | 7 veckor     | 2006      |
| 5        | "Big Girls Don't Cry"   | Fergie          | 7 veckor     | 2007      |
| 5        | "Stay With Me"          | Akcent          | 7 veckor     | 2008/2009 |
| 5        | "Bad Romance"           | Lady Gaga       | 7 veckor     | 2010      |
| 5        | "In Love"               | DeepCentral     | 7 veckor     | 2010      |